# 림바지구

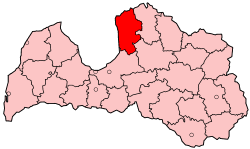
림바지 구의 위치

림바지구(라트비아어: Limbažu rajons)는 라트비아 북부에 있던 구로 행정 중심지는 림바지이며 면적은 2,580km2, 인구는 38,012명(2002년 기준), 인구 밀도는 14.6명/km2이다. 5개 시와 15개 교구를 관할했으며 2009년에 실시된 행정 구역 개편에 따라 폐지되었다. 남쪽으로는 리가 구, 동쪽으로는 발미에라 구, 북쪽으로는 에스토니아, 서쪽으로는 리가 만과 인접해 있었다.